# 宁明琼楠
宁明琼楠（学名：Beilschmiedia ningmingensis）为樟科琼楠属下的一个种。

## 扩展阅读
- 維基物種上的相關：宁明琼楠

1. ↑  de Kok, R. . The IUCN Red List of Threatened Species 2022.   [2022-07-26]. 数据库資料包含說明此物種被編入此級別的原因